# Hólar
Hólar è una piccola comunità, con una popolazione inferiore ai 100 abitanti, situata nel comune di Skagafjörður nell'Islanda del nord, a circa 321 chilometri da Reykjavík.

## Storia
Hólar fu fondata come diocesi nel 1106 dal vescovo Jón Ögmundsson e ben presto divenne uno dei due principali centri di cultura dell'Islanda.  Hólar svolse un ruolo importante nella politica medievale dell'Islanda, e fu la sede di Guðmundur Arason nella sua battaglia con i capi tribù islandesi durante l'epoca dello Stato libero d'Islanda.  Sotto Jón Arason Hólar fu l'ultimo bastione del Cattolicesimo in Islanda durante la Riforma. Il più famoso vescovo luterano di Hólar fu Guðbrandur Þorláksson.
La prima stamperia islandese fu introdotta a Hólar da Jón Arason nel 1530. 

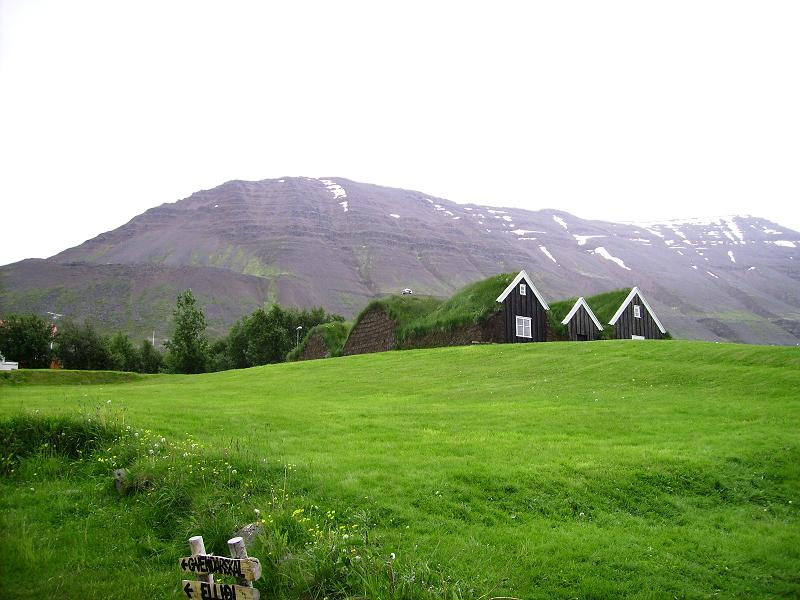
Caratteristiche case con il tetto ricoperto in erba a Holar

## Cattedrale di Hólar
Edificata in pietra rossa proveniente dall'Hólabyrða, la montagna che svetta alle spalle di Hólar, la sua costruzione fu finanziata da donatori luterani di tutta la Scandinavia e fu terminata nel 1763. 
Al suo interno si trova una pala d'altare scolpita realizzata in Germania intorno al 1500 e una fonte battesimale in steatite giunta in Islanda dalla Groenlandia su una banchisa galleggiante. Nella torre campanaria c'è un mosaico raffigurante il vescovo cattolico Jón Arason, giustiziato per essersi opposto alla Riforma danese.

## Altre strutture d'interesse
Accanto alla chiesa c'è un acquario che ospita specie ittiche locali d'acqua dolce.
Dal 1882 ha sede a Hólar una scuola d'agraria per contrastare la migrazione verso ovest della popolazione più giovane della zona. I corsi tenuti riguardano il turismo, l'allevamento ittico e quello equino.
L'Hólar Agricultural College è stato rinominato Hólar University College nel 2003.